# Kepuh Teluk
Kepuh Teluk is een bestuurslaag in het regentschap Gresik van de provincie Oost-Java, Indonesië. Kepuh Teluk telt 2576 inwoners (volkstelling 2010).